# Muzeum Ziemi Sadowieńskiej
Muzeum Ziemi Sadowieńskiej – placówka muzealna powstała w 1978 w Sadownem, mająca status muzeum samorządowego.

## Powstanie muzeum
Muzeum powstało w 1978 dzięki społecznikowskiej pasji grupki zapaleńców, której przewodził ówczesny dyrektor szkoły nieżyjący już Bogusław Kić.
W swojej historii Muzeum Ziemi Sadowieńskiej przechodziło różne etapy. Były chwile kiedy gromadziły się nad jego dalszą działalnością czarne chmury. Ogromny dorobek wielu ludzi mógł pójść na marne. Muzeum nie miało prawnego właściciela. 18 maja 1999 Samorząd Gminy podjął uchwałę o przejęciu muzeum. Placówka otrzymała prawnego właściciela i stała się muzeum samorządowym.

## Zbiory muzealne i działalność
Gromadzone w muzeum przez dziesiątki lat przedmioty, to wyłącznie dary, w większości mieszkańców okolicznych wsi. Nazwiska darczyńców figurują na tabliczkach umieszczonych na eksponatach. Początkowo muzeum mieściło się w starym baraku dawnej bursy, dziś otrzymało przestrzenną salę w nowym budynku gimnazjum.

## Wystawy
Wystawy stałe:
- Skały i minerały polskiej ziemi
- Ozdoby kominka polskiego
- Tradycja parzenia kawy i herbaty w Polsce
- Artefakty poświęcone epoce kamienia łupanego

Wystawy czasowe:
- Wystawa poświęcona ikonom Mirosława Stempczyńskiego
- Zdobycze myśliwskie Krzysztofa Kądzieli z Koła Myśliwskiego „Kszyk”
- Instrumenty etniczne i zmierzchła elektronika
- Wystawa tkactwa i obróbki lnu
- Wystawa prac rzeźbiarza Artura Szydlika
- Od Bałtyku po Roztocze